# Xinhua, Linze
Xinhua (kinesiska: 新华) är en köping i nordvästra Kina. Den ligger i Linze härad i staden Zhangye i provinsen Gansu, omkring 490 kilometer nordväst om provinshuvudstaden Lanzhou. Antalet invånare är 15 138. Befolkningen består av 7 409 kvinnor och 7 729 män. Barn under 15 år utgör 17,0 %, vuxna 15-64 år 75 %, och äldre över 65 år 6,0 %.